# Cultuurhistorische waardenkaart
In Nederland is een cultuurhistorische waardenkaart (chw) een cartografische weergave van bestaande en verdwenen landschapstypen en cultuurhistorische relicten in het landschap.

## Definitie
Net zoals het begrip cultuurhistorie zelf wordt cultuurhistorische waardenkaart in Nederland zowel in de ruime als engere betekenis van het woord gebruikt. In ruime zin worden naast historische geografie ook bouwhistorie, historische stedenbouw, aardkunde en soms ook archeologie tot de disciplines gerekend die meegenomen worden bij het opstellen van een cultuurhistorische waardenkaart. In engere zin gaat het uitsluitend om historisch-geografische waarden. 
Vaak wordt voor de discipline archeologie (in samenhang met aardkunde) een afzonderlijke kaartserie opgesteld, de archeologische waarden- en verwachtingskaart en archeologische beleidskaart. Belangrijkste reden daarvoor is het afwijkende beleid voor archeologie.

## Beleidsinstrument
Op 1 januari 2012 werden de Monumentenwet 1988 en het Besluit ruimtelijke ordening (Bro) gewijzigd als gevolg van de MoMo. In het laatste werd op dat moment vastgelegd dat in de ruimtelijke ordening rekening gehouden dient te worden met cultuurhistorische waarden, zowel boven- als ondergronds. De cultuurhistorische waardenkaart werd daarmee een belangrijk instrument voor gemeentelijke overheden om aanwezige kennis over het erfgoed vast te leggen en van daaruit een selectie planologisch te beschermen. 
Al eerder lieten provincies en gemeenten hun erfgoed overigens op deze kaarten vastleggen, maar nu kwam er een toepassingsdoel bij. Met name door verbeterde GIS-technieken en een veranderde behoefte (gebruik voor de bestemmingsplannen) worden de kaarten steeds gedetailleerder en beter gevuld.
In het Bro zijn geen eisen omschreven over de wijze van onderzoek van cultuurhistorie. De Rijksdienst voor het Cultureel Erfgoed stelde daarom in 2012-2013 de handleiding Cultuurhistorisch onderzoek in de vormgeving van de ruimtelijke ordening op om gemeenten een richtsnoer te geven hoe zij dit onderzoek moesten inzetten. Vooruitlopend op de nieuwe wetgeving werd al in 2011 door dezelfde rijksdienst de Handreiking Erfgoed en Ruimte opgesteld. Hierin zijn naast praktijkvoorbeelden ook voorbeeldplanregels te vinden hoe cultuurhistorische waarden planologisch kunnen worden geborgd. Beide handreikingen vervullen een belangrijke rol voor gemeentelijke overheden om verder te komen met deze wettelijke verplichting.

## Opbouw
De opzet van de kaart hangt af van het uiteindelijke gebruiksdoel. Zo dient voor een gebiedsgerichte benadering een ondergrond aanwezig te zijn met de aanwezige landschapstypen, terwijl dat bij een elementenbenadering minder relevant is. Voor gebruik door gemeenten is bovendien voldoende detailniveau belangrijk. Veel ingrepen in gemeenten vinden plaats op perceelsniveau, en de kaart moet op dat schaalniveau dan ook bruikbaar zijn. De gegevens op de kaart en de legenda moeten daarnaast op een logische manier zijn opgebouwd.

## Samenstelling
Cultuurhistorische waardenkaarten worden doorgaans door gespecialiseerde (semi-)commerciële welstandsorganisaties, kennisinstellingen, semi-overheden en adviesbureaus opgesteld. Doorgaans vindt samenwerking plaats met lokale historische verenigingen en/of heemkundekringen. 
Sectorale cultuurhistorische waardenkaarten werden al in de jaren 70 samengesteld, aanvankelijk door de Bolwerkgroep en later door de afdeling historische geografie van de Stiboka onder leiding van onder meer A.D.M. Veldhorst en Jelle Vervloet, onder meer ten behoeve van ruilverkavelingen. De Werkgroep Typologie van het Nederlandse Cultuurlandschap, opvolger van de Bolwerkgroep, ontleende hieraan ook zijn bestaan.

## Belangrijke voorbeelden
Belangrijke en nog altijd veel geciteerde voorbeelden van Stiboka- en Staring Centrum-studies uit de jaren 80 zijn de twee Limburgse studies van Hans Renes en de studie over Midden- en Oost-Brabant van zijn collega Chris de Bont. Een vroeg voorbeeld van een integrale cultuurhistorische waardenkaart met beleidsaanbevelingen volgens moderne maatstaven is Bunnik buiten gewoon mooi, tussen 2001 en 2003 met subsidie van Belvedere samengesteld door Adviesbureau Cuijpers ('s-Hertogenbosch) en RAAP Archeologisch Adviesbureau (toen Amsterdam, nu Weesp). Beide partijen zijn nog altijd belangrijke opstellers van cultuurhistorische studies en waardenkaarten en adviseurs over de beleidsmatige omgang met cultureel erfgoed.
Bovengenoemd bureau RAAP stelde in de periode 2010-2013 samen met Overland en Van Meijel Adviseurs in Cultuurhistorie de Cultuurhistorische Waardenkaart Ede samen, die door de Rijksdienst voor het Cultureel Erfgoed als voorbeeld van een goede cultuurhistorische waardenkaart wordt gepresenteerd op haar website. De inventarisatie en waardering omvat de disciplines aardkunde, archeologie, cultuurlandschap, landschapselementen, historische bouwkunst en historische stedenbouw. De vele inventarisaties monden uit in één eindkaart op perceelsniveau, die in één oogopslag laat zien waar zich de cultuurhistorisch belangrijke gebieden in de gemeente Ede bevinden.